# Балакирев, Константин Михайлович
Константин Михайлович Балакирев (12 ноября 1911, город Москва, теперь Российская Федерация — 23 июня 1980, город Москва) — советский военный деятель, контр-адмирал. Кандидат в члены ЦК КПУ в 1954—1956 г.

## Биография
С 1926 года — в Красной армии. В декабре 1926 — октябре 1928 г. — курсант Украинской военно-подготовительной школы имени Фрунзе в городе Полтаве.
С 1928 года служил в Военно-морском флоте СССР. С октября 1928 по сентябрь 1932 года учился в Военно-морском училище имени Фрунзе с артиллерийским уклоном.
В октябре 1932 — марте 1934 г. — командир артиллерийской группы, в марте 1934 — июне 1935 г. — помощник командира, в июне 1935 — октябре 1937 г. — командир монитора «Ударный».
Член ВКП(б) с 1937 года.
В октябре — ноябре 1937 года — исполняющий обязанности начальника Объединенной школы. В ноябре 1937 — феврале 1938 года — исполняющий обязанности командира дивизиона мониторов. В феврале — мае 1938 г. — командир 2-го дивизиона бронекатеров. В мае — ноябре 1938 г. — исполняющий обязанности командира 1-го отряда мониторов Днепровской военной флотилии. В ноябре 1938 — апреле 1940 г. — начальник штаба 1-го отряда мониторов Днепровской военной флотилии.
В апреле 1940 — июне 1941 г. — слушатель командирского факультета Военно-морской академии имени Ворошилова, который завершил досрочно в начале Великой Отечественной войны.
Участник Великой Отечественной войны с июня 1941 года. В июне — августе 1941 г. — командир 2-го отдела (боевой подготовки) штаба Дунайской военной флотилии. В августе 1941 — феврале 1942 г. — в распоряжении заместителя народного комиссара Военно-морского флота (ВМФ) СССР. В феврале — апреле 1942 г. — командир группы сторожевых кораблей Ладожской военной флотилии. В апреле — октябре 1942 г. — в распоряжении Командного управления Народного комиссариата ВМФ СССР. В октябре 1942 — мае 1943 г. — в распоряжении Военного совета Балтийского флота. В мае — сентябре 1943 г. — старший командир — оператор оперативного управления Главного морского штаба.
В сентябре 1943 — апреле 1949 г. — начальник штаба Днепровской флотилии. В январе 1948 — апреле 1949 г. — 1-й заместитель командующего Днепровской флотилии.
В апреле 1949 — апреле 1950 г. — командир Сейсинской военно-морской базы 5-го ВМФ СССР. В апреле 1950 — декабре 1952 г. — командир Владимиро-Ольгинской военно-морской базы 5-го ВМФ СССР.
В декабре 1952 — декабре 1954 г. — командир Одесской военно-морской базы Черноморского флота.
В декабре 1954 — октябре 1956 г. — слушатель военно-морского факультета Высшей военной академии имени Ворошилова. В октябре — декабре 1956 г. — в распоряжении Главнокомандующего ВМФ СССР.
В декабре 1956 — марте 1958 г. — командир Беломорской военно-морской базы Северного флота.
В марте — августе 1958 г. — старший военный советник командующего ВМФ Южно-Китайского моря. В августе 1958 — феврале 1959 г. — советник начальника Главного штаба ВМС НОАК Китайской народной республики. В феврале 1959 — сентябре 1960 г. — военный специалист при начальнике Главного штаба ВМС НОАК Китайской народной республики.
В сентябре 1960 — марте 1962 г. — командир Потийской военно-морской базы Черноморского флота.
В марте 1962 — сентябре 1965 г. — уполномоченный Центральной группы, в сентябре 1965 — сентябре 1969 г. — уполномоченный постоянной комиссии Управления государственной приемки кораблей ВМФ СССР.
С сентября 1969 года — в отставке по болезни. Проживал в Москве. Похоронен на Кунцевском кладбище.

## Звания
- контр-адмирал (3.11.1951)

## Награды
- орден Ленина (1942)
- три ордена Красного Знамени (1943, 1945, 1947)
- орден Нахимова 2-й ст. (1944)
- орден Красной Звезды (1944)
- польский орден «Крест Грюнвальда» бронзового степени
- польский Крест ордена «Виртути Милитари» 5-го класса
- медали